# Hall of Presidents
The Hall Of Presidents est une attraction unique du parc Magic Kingdom de Walt Disney World Resort en Floride. Elle est l'attraction centrale de Liberty Square dont le thème concerne l'époque historique suivant la Guerre de Sécession. C'est un film et un spectacle d'audio-animatronics présentant l'ensemble des présidents des États-Unis d'Amérique mais surtout la naissance de la Constitution américaine.

## Historique

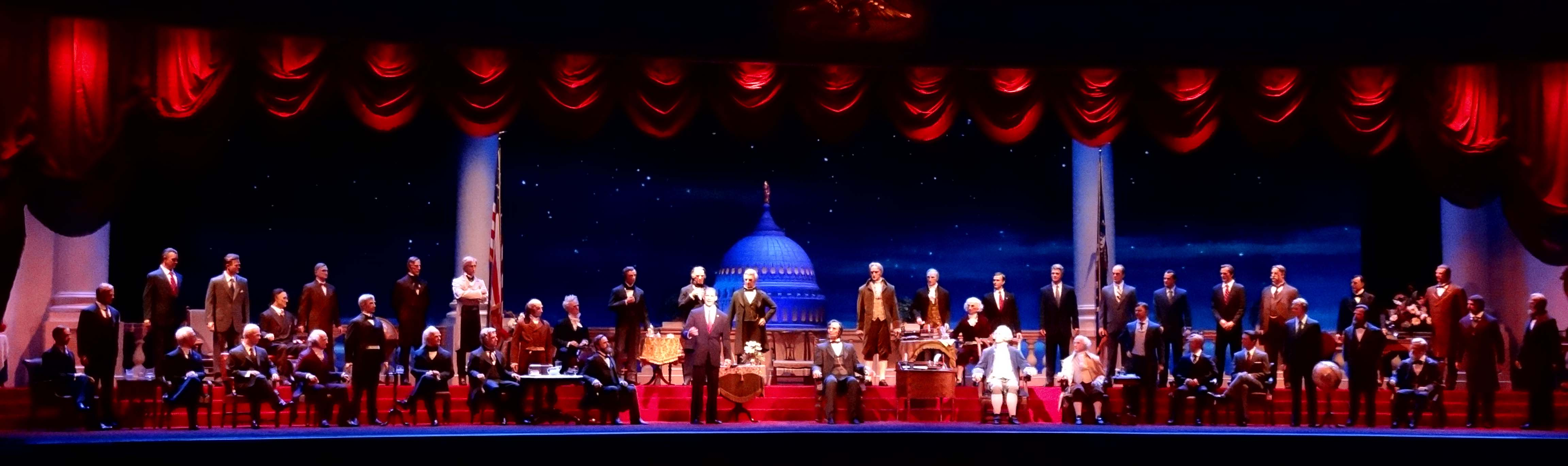
Panorama de la scène en 2011

Walt Disney désirait une attraction sur ce principe pour le projet de Liberty Street de 1958 à Disneyland Californie. Elle devait s'appeler One Nation Under God. Il s'agissait de présenter une collection de personnages en cire mais mobiles. Mais comme elle nécessitait l'utilisation d'une technologie encore non développée (les futurs audio-animatronics), cette attraction ne fut pas construite et le projet de Liberty Street, dont c'était l'attraction phare, ne put être mené à son terme.
Walt Disney décida alors de développer lui-même la technologie grâce à son équipe, WED Enterprises : les audio-animatronics virent le jour avec l'attraction Enchanted Tiki Room. La Foire internationale de New York 1964-1965 lui permit de poursuivre cet effort technologique avec le pavillon de l'Illinois mais un seul président, Abraham Lincoln fut présenté au lieu de l'intégralité. Cette démonstration fut un tel succès que le « président » déménagea pour Disneyland au sein de la nouvelle attraction Great Moments with Mr. Lincoln. L'attraction fut légèrement améliorée pour l'occasion.
La technologie étant en partie éprouvée, Walt Disney demanda la poursuite du projet d'une attraction avec une foule d'audio-animatronics. En raison du manque cruel d'attraction dans la partie ouest de Disneyland (Adventureleand et Frontierland), Walt accepte en premier l'idée d'une attraction sur les pirates en audio-animatronics. Ce sera Pirates of the Caribbean mais l'idée de One Nation Under God n'était pas abandonné.
Après la mort de Walt en 1966, le projet encore à l'ébauche du Magic Kingdom de Floride fut approfondi. Ce Royaume enchanté ne devait pas être une simple copie de son frère californien. En particulier, le thème de New Orleans Square, basé sur la ville de La Nouvelle-Orléans en Louisiane, semblait inopportun en raison de la trop grande proximité géographique avec la Floride.
Le projet de Liberty Street fut donc ressorti des cartons et transformé en Liberty Square. Le bâtiment principal évoquant l'Independance Hall de Philadelphie fut repris et placé comme point central de ce nouveau land. La technologie permettant désormais d'installer un grand nombre de personnages, l'idée de Walt put voir le jour. Son nom fut remplacé par Hall of Presidents, afin d'ôter la connotation religieuse.
Le parc Epcot, ouvert en 1982, comporte lui aussi une attraction présentant plusieurs présidents et des hommes célèbres des États-Unis, The American Adventure. Le film utilisé dans le spectacle a été tourné au format 70 mm. grâce à un procédé spécial créé par Ub Iwerks. Ce système permet de donner au public un champ de vision approchant les 180° donc de la vue naturelle. Pour le moment tous les présidents ont été sculptés par Blaine Gibson d'après des tableaux ou des photographies.
Depuis 1993, le finale du spectacle est unique car il doit être enregistré à chaque nouveau président. La scène est aussi réaménagée afin de disposer dans l'ordre le nouveau « président », du moins son audio-animatronic. L'audio-animatronic de Lincoln peut reproduire 47 mouvements dont 15 expressions faciales et mouvements de têtes. Le 19 décembre 2017, l'attraction rouvre avec un audio-animatronic de Donald Trump, cette arrivée est accompagnée d'une refonte des technologies utilisées avec notamment l'installation d'un écran 180 degrés.

## L'attraction

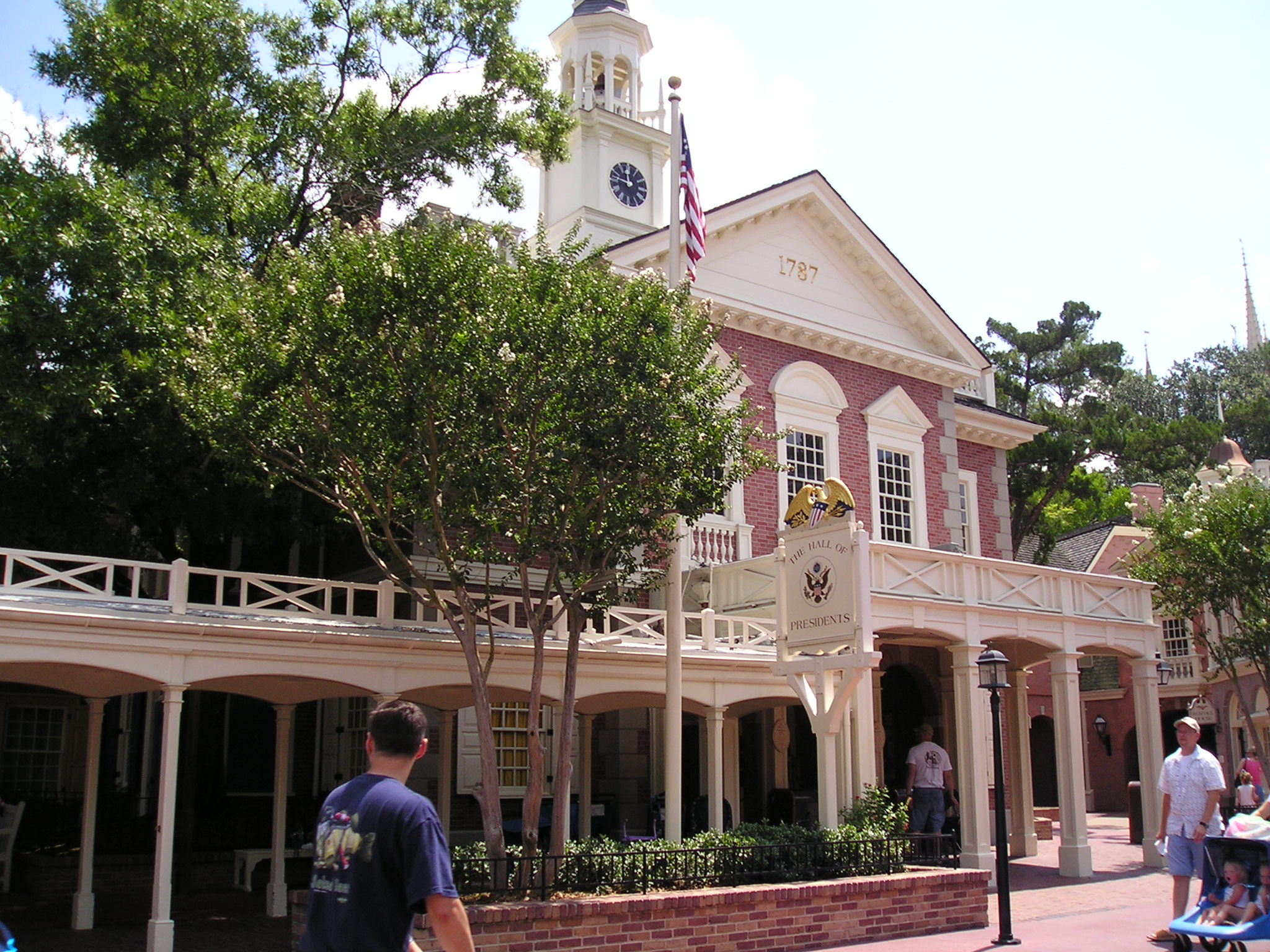
Entrée de Hall of Presidents

Le bâtiment accueillant n'est pas une réplique d'un édifice existant même s'il est souvent associé à l'Independence Hall de Philadelphie. C'est en réalité un bâtiment d'architecture fédérale typique de Philadelphie à la fin du XVIIIe siècle.
L'attraction est découpée en trois parties, la première servant de salle d'attente est une galerie de portrait des présidents. La seconde partie est un film historique sur la naissance de la constitution américaine. Ensuite l'écran-rideau se lève et révèle une scène sur laquelle se tiennent les 43 présidents des États-Unis (42 audio-animatronics en réalité car le 22e, Grover Cleveland a été réélu plus tard, devenant aussi le 24e).
Malgré l'élection des nouveaux présidents, l'attraction n'a évoluée qu'à partir de 1993 avec l'ajout des présidents de 1971 à 1993, puis l'ajout du discours du président Bush.
- Ouverture : 1er octobre 1971 (avec le parc)
- Rénovations :
  - 1993 : ajout de 5 présidents et discours de Bill Clinton
  - 2000 : ajout de George W. Bush, reprenant le temps de parole de Clinton
  - 2009 : ajout de Barack Obama
  - 2017 : ajout de Donald Trump
- Capacité : 700 places
- Écran : 180°
- Durée : 22 min. environ
- Spectacle : toutes les 30 min.
- Type d'attraction : Film avec théâtre d'audio-animatronics à caractère historique
- Situation : 28° 25′ 10″ N, 81° 34′ 56″ O

### Le spectacle d'origine
Tout comme Great Moments with Mr. Lincoln, le spectacle commence par un film de présentation sur l'histoire des États-Unis. Il montre que cette histoire a été forgée au travers de conflits et de nombreuses années de luttes. La principale idée de ce film, narré par le poète Maya Angelou, est que ce pays n'est pas parfait et que des changements ont été nécessaires à travers les siècles.
Le film montre la signature de la déclaration d'indépendance grâce à la projection de peintures. George Washington (voix de Paul Frees) et Benjamin Franklin récitent leurs discours à la convention. Le film poursuit avec les prémices de la Guerre de Sécession sous le gouvernement d'Andrew Jackson puis la déclaration de guerre sous Abraham Lincoln. Le film s'arrête sur un message au public déclarant que les futurs présidents devront suivre les principes de la Constitution. L'écran se lève alors.
Au centre de la scène se tiennent les 42 audio-animatronics représentant les présidents des États-Unis. Chacun est appelé par son nom, appel auquel il répond par un signe de la tête ou de la main. Et lorsqu'ils ne sont pas appelés, ils parlent entre eux ou observent un point dans la salle. Cela renforce l'impression de réel.
Ensuite comme à Disneyland en Californie au sein de Great Moments with Mr. Lincoln, Abraham Lincoln se lève de son siège et déclame le même célèbre discours et un chœur entame le Battle Hymn of the Republic.

### Les présidents changent
Le spectacle d'origine fut présenté inchangé jusqu'en 1993 lorsque Eric Foner, professeur d'histoire à Columbia, persuada Disney de rajouter les 5 présidents manquants (de Gerald Ford à Bill Clinton). Il aida Disney à réécrire le scénario en se recentrant sur l'esclavage et les relations inter-raciales. Le texte de Lincoln fut aussi réécrit et un nouveau discours fut ajouté, prononcé par le dernier président en date à l'époque Bill Clinton.
Après l'élection en 2000 de George W. Bush, le discours de Clinton fut remplacé par un discours du nouveau président. De même, en 2009, à la suite de l'élection du président Barack Obama, le spectacle fut remanié et remis à jour sur plusieurs points.
L'attraction a fermé du 17 janvier 2017 au 19 décembre 2017 pour rénovation et l'ajout du président Donald Trump. Après l'appel nominal de tous les anciens présidents, Washington prononce un bref discours, suivi par Trump récitant le serment d'office suivi de son propre court discours.

### Sources
- Walt Disney World Press Release for George W. Bush Addition, 2002.
- Birnbaum's Walt Disney World, 2006 Édition.